# Zofia Kiełpińska
Zofia Kiełpińska (Zakopane, 15 maggio 1960) è un'ex biatleta polacca.

## Biografia
In Coppa del Mondo ottenne il primo risultato di rilievo il 19 dicembre 1992 a Pokljuka (48ª) e il miglior piazzamento il 16 gennaio 1993 a Oberhof/Val Ridanna (35ª).
In carriera prese parte a due edizioni dei Giochi olimpici invernali, Albertville 1992 (50ª nella sprint, 62ª nell'individuale, 14ª nella staffetta) e Lillehammer 1994 (68ª nella sprint), e a due dei Campionati mondiali, vincendo una medaglia.

## Palmarès

### Mondiali
- 1 medaglia:
  - 1 bronzo (gara a squadre[2] a Borovec 1993)